# Sanjō Saneyuki
Sanjō Saneyuki (三条実行, [[[1080]] - 1162] Erro: {{japonês}}: texto da transliteração contém caractere não latino (pos 19) (ajuda), também conhecido como Fujiwara no Saneyuki e Hachijō Daijō Daijin), segundo filho de Fujiwara no Kinzane, foi membro da Corte no final do período Heian da história do Japão. Fundador do Ramo Sanjō do Clã Fujiwara.

## Carreira
Saneyuki se tornou membro da corte no reinado do Imperador Horikawa (1087 a 1107), participou dos reinados do Imperador Toba (1107 a 1123), Imperador Sutoku (1123 a 1142), do Imperador Konoe (1142 a 1155), do Imperador Go-Shirakawa (1155 a 1158) e do Imperador Nijo (1158 a 1165).
Em 28 de janeiro de 1100 Saneyuki entrou para a Corte como Shonagon.
Tornou-se Sangi em 28 de abril de 1115. Foi promovido a Chūnagon em 16 de janeiro de 1123. E em 12 de janeiro de 1132 se tornou Dainagon.
Em 28 de julho de 1149 foi nomeado Udaijin aos 70 anos de idade.
Ocupou o cargo de Daijō Daijin entre 21 de agosto de 1150 e 9 de agosto de 1157.
Como escritor participou da Antologia Shinkokinshū (Nova coleção de poemas antigos e modernos).
Tornou-se monge budista em 1160 passando a se chamar Renkaku.